# PROX1
PROX1 (англ. Prospero homeobox protein 1) — белок, являющийся гомеобоксным транскрипционным фактором, который участвует в развитии лимфатической системы и сетчатки глаза.
Белок PROX1 экспрессируется в поверхностных лимфатических сосудах вместе с рецепторами фактора роста эндотелия VEGF. Направляет в митохондрии фермент CPT1A, который ускоряет окислительную обработку жирных кислот для ускоренного строительства новых лимфатических сосудов. Одновременно CPT1A увеличивает продукцию ацетилкофермента А в зависимости от объёма β-окисления жирных кислот. Ацетилкофермент А с помощью ацилирования модифицирует гистоны в лимфангиогенных генах для возможности считывания.

## Видеоматериалы
- Видеоролик с описанием работы PROX1 при росте лимфатического сосуда.